# كارلوس دانييل
كارلوس دانييل (11 يوليو 1994 بفيغيرا دا فوز في البرتغال - ) هو لاعب كرة قدم برتغالي في مركز الهجوم. شارك مع منتخب البرتغال تحت 17 سنة لكرة القدم ومنتخب البرتغال تحت 18 سنة لكرة القدم ومنتخب البرتغال تحت 19 سنة لكرة القدم. أما مع النوادي، فقد لعب مع يو دي ليريا وجي. دي. توريزينسي ‏ وC.S. Marítimo B ‏.

## وصلات خارجية
- كارلوس دانييل على موقع قاعدة بيانات كرة القدم.إي يو (الإنجليزية)
- كارلوس دانييل على موقع Soccerway.com (الإنجليزية)